# Valery Novoselsky
Valery Novoselsky (n. 15 aprilie 1970, Dnipro - d. 20 august 2016, Tel Aviv) a fost un cetățean israelian de origine romani și evreiască, creatorul și unul din editorii curenți ai Roma Virtual Network, membru al Uniunii Internaționale Romani și alumni post-graduat al Programului de diplomație romani 2005 2006.
S-a născut în fosta Uniune Sovietică, în statul contemporan Ucraina. Până în 1993, a trăit în Ucraina și Siberia de est, apoi în 1993-1995 în Moscova, Rusia. În 1995 a emigrat în Israel.
În iulie 1999 a început să organizeze Roma Virtual Network, o inițiativă publică non-profit cu scopul de a aduna informații utile pe teme romani pentru romi și pentru persoane si organizații nerome amiabile, acum cu 32 de liste de e-mail pe diferite teme romani.În iulie 2000 a devenit membru al Uniunii Internaționale Romani. A scris unele publicații pe teme romani. 
Valery Novoselsky lucrează ca și consultant la Oficiul European de Informații Romani, Centrul pentrul Drepturile Romilor din Europa și la Asociația Internațională pentru Educarea Dezbaterii. Pe lângă implicarea sa în mișcarea internațională romani, el participă la ințiative publice ale unor organizații rusești și arabe din Israel.